# Тфан (озеро)
Тфан, Туфангёль или Туфан (азерб. Tufangöl) — самое высокогорное озеро Азербайджана, располагается на высоте 3277 (3283) м над уровнем моря между горами Курведаг и Тфан в восточной части Главного Кавказского хребта. Находится на севере Габалинского района у границы с Гусарским районом.
Объём воды — 0,00011 км³. Площадь поверхности — 0,01—0,038 км².
Пресное, питается талыми и ледниковыми водами.